# Алтухово (Рязанский район)
Алтухово — деревня в Рязанском районе Рязанской области. Входит в Семёновское сельское поселение.

## География
Находится в центральной части Рязанской области на расстоянии приблизительно 11 км на юг-юго-запад по прямой от вокзала станции Рязань II.

## История
На карте 1850 года показана как поселение с 12 дворами. В 1859 году здесь (тогда деревня Рязанского уезда Рязанской губернии) было учтено 17 дворов, в 1897 — 9.

## Население
Численность населения: 168 человек (1859 год), 105 (1897), 1 в 2002 году (русские 100 %), 2 в 2010.